# عبد الله السبيتي
الشیخ عبد الله بن محمّد بن حسن بن محمّد السبيتي الكفراوي العاملي (1313 هـ - 1397 هـ). رجل دين شيعي ومؤلّف لبناني، وهو صهر عبد الحسين شرف الدين صاحب المراجعات.

## آثاره
- تحت راية الحق. ردّ فيه على كتاب فجر الإسلام لأحمد أمين.[3]
- أبو هريرة في التيّار. ردّ فيه على كتاب أبو هريرة راوية الإسلام لمحمد عجاج الخطيب.
- إلى مشيخة الأزهر. ردّ فيه على كتاب المهديّة في الإسلام لسعد محمد حسن.
- مع أبي زهرة في كتابه الإمام الصادق.
- رنّة الأسى في تعظيم شعائر العزا.[4]
- حياة سلمان الفارسي.[5]
- حياة أبي ذر الغفاري.[6]
- حياة عمّار بن ياسر.[7][8]
- حياة حجر بن عدي.[9]

- المباهلة.<ref>https://lib.eshia.ir/15098